# Staatliche Anerkennung (Sozialarbeiter)
Die staatliche Anerkennung ist eine in Deutschland bekannte, für die Ausführung bestimmter hoheitlicher Aufgaben erforderliche Zertifizierung bzw. Beurkundung eines Sozialarbeiters bzw. eines Sozialpädagogen durch eine dazu berechtigte staatliche Behörde. Dies kann eine Hochschule oder kommunale Verwaltungsbehörde sein.

## Geschichtlicher Hintergrund
Die staatliche Anerkennung durch berufspraktische Zeiten während/nach der Ausbildung hat ihren Ursprung in Preußen in den 1910er Jahren und, darauf aufbauend, in der Weimarer Republik der 1920er Jahre. Nach zweijähriger Ausbildung und bestandener Prüfung an der Wohlfahrtsschule sowie nach Bewährung in einem anschließenden Berufsjahr wurde die staatliche Anerkennung als Wohlfahrtspflegerin ausgesprochen, sofern die betreffende Person das 24. Lebensjahr vollendet hatte. Dieser Typus sollte die späteren Entwicklungen in der Sozialen Arbeit dauerhaft prägen:
- eine Ausbildung, die außerhalb der Universitäten und Hochschulen angesiedelt war, die
- zunächst nur – und bis heute ganz überwiegend – von Frauen gewählt wurde, die
- mit einer formalisierten Übergangsphase vom Ausbildungs- in das Beschäftigungssystem, dem späteren Berufsanerkennungsjahr, verbunden war und an dessen Ende
- schließlich die „staatliche Anerkennung“ stand – ein Sonderzertifikat, das neben dem schulischen Abschlusszeugnis den Zugang in den öffentlichen Dienst erleichtern kann.[4]

## Voraussetzungen
Für die Ausübung des Sozialarbeiter-/Sozialpädagogen-Berufes wird in erster Linie zumeist ein Studium der Fachrichtung Soziale Arbeit vorausgesetzt, das mit dem Studienabschluss Bachelor of Arts abschließt. Ein Absolvent kann sich nach Abschluss des jeweiligen Bachelor-Studiums Sozialarbeiter/in/Sozialpädagog/in (B.A.) nennen und in diesem Beruf auf vielfältige Weise in zahlreichen Handlungsfeldern bezahlt tätig werden.

## Anerkennung, Praxis
Falls im Dienste der staatlichen Verwaltung stehend hoheitliche und verwaltungsrechtliche Aufgaben und die Einhaltung von staatlich zu garantierenden Rechtsnormen gehören, wie das Ausüben des staatlichen Wächteramtes über den Schutz von Kindern und Jugendlichen, wird i. d. R. auch eine staatliche Anerkennung benötigt. Mit der staatlichen Anerkennung werden Sozialarbeiter und Sozialpädagogen in ihrem Berufsstand öffentlich-rechtlich anerkannt, um mit Rechtsgarantien bewehrte staatliche Normen durchzusetzen.
Sie unterliegen auch strengerer rechtlicher Beurteilung (z. B. Schweigepflicht nach StGB § 203 Ab. 1 Ziffer 5). In manchen Bundesländern binden die Landesjugendämter die Erlaubnis zum Betrieb von Einrichtungen der stationären Kinder- und Jugendhilfe an den durch Personalschlüssel geregelten Einsatz von Fachkräften mit staatlicher Anerkennung bzw. mit gleichwertigen berufspraktischen Erfahrungen und Kenntnissen.
Die staatliche Anerkennung wird in der föderalen Bundesrepublik Deutschland von Bundesland zu Bundesland sehr verschieden erteilt. In einigen Bundesländern ist die Praxis in das Studium integriert (z. B. integriertes Praktikum in Berlin, integrierte Praxistätigkeit in Thüringen) und die staatliche Anerkennung wird mit dem Erhalt der Bachelorurkunde ausgehändigt. Typischerweise sind 100 Arbeitstage an geeigneten Praktikumsstellen zu leisten – beispielsweise durch mehrere Praxisphasen im selben Tätigkeitsbereich – wobei die Hochschule über die Eignung entscheidet. In anderen Bundesländern (z. B. Niedersachsen und Rheinland-Pfalz) erhält die Bachelorabsolventin bzw. der Bachelorabsolvent die staatliche Anerkennung nach Absolvierung eines Berufspraktikums. In den 2010er-Jahren ergab sich auf Basis der Beschlüsse der Jugend- und Familienministerkonferenz aus dem Jahr 2008 ein Trend zu einer Vereinheitlichung der Anforderungen an die Praxisanteile.
Die Regelungen der Bundesländer sind:
- Baden-Württemberg: Gesetz über Hochschulen in Baden-Württemberg (Landeshochschulgesetz, LHG), § 36 Abs. 6 und § 30 Abs. 4 LHG
- Bayern: Bayerisches Sozial- und  Kindheitspädagogengesetz (BaySozKiPädG)
- Berlin: Gesetz über die staatliche Anerkennung in sozialpädagogischen und sozialpflegerischen Berufen im Land Berlin (Sozialberufe-Anerkennungsgesetz, SozBAG)
- Brandenburg: Gesetz über die staatliche Anerkennung und die Weiterbildung in sozialen Berufen im Land Brandenburg (Brandenburgisches Sozialberufsgesetz, BbgSozBerG)[8]
- Bremen: Ordnung zur staatlichen Anerkennung der Sozialpädagoginnen/Sozialarbeiterinnen und Sozialpädagogen/Sozialarbeiter im Lande Bremen (Anerkennungsordnung)
- Hamburg: Gesetz über die staatliche Anerkennung von Sozialpädagoginnen und Sozialarbeiterinnen bzw. Sozialpädagogen und Sozialarbeitern sowie von Kindheitspädagoginnen bzw. Kindheitspädagogen (Anerkennungsgesetz Soziale Arbeit)[9]
- Hessen: Gesetz über die staatliche Anerkennung von Sozialarbeiterinnen und -arbeitern, Sozialpädagoginnen und -pädagogen sowie Heilpädagoginnen und -pädagogen (Sozialberufeanerkennungsgesetz, SozBAG)
- Mecklenburg-Vorpommern: Verordnung über die Übertragung der Zuständigkeit der staatlichen Anerkennung von Sozialarbeitern/Sozialpädagogen sowie von Sozialarbeiterinnen/Sozialpädagoginnen auf die Hochschule Neubrandenburg (StAnSozArbSozPaedZustUeberVO)
- Niedersachsen: Verordnung über die staatliche Anerkennung von Berufsqualifikationen auf dem Gebiet der Sozialen Arbeit, der Heilpädagogik und der Bildung und Erziehung in der Kindheit (SozHeilKindVO)[10]
- Nordrhein-Westfalen: Gesetz über die staatliche Anerkennung von Sozialarbeiterinnen und Sozialarbeitern, Sozialpädagoginnen und Sozialpädagogen, Kindheitspädagoginnen und Kindheitspädagogen sowie Heilpädagoginnen und Heilpädagogen (Sozialberufe-Anerkennungsgesetz, SobAG)
- Rheinland-Pfalz: Landesgesetz über die staatliche Anerkennung von Sozialarbeiterinnen und Sozialarbeitern sowie Sozialpädagoginnen und Sozialpädagogen (SoAnG)[11]
- Saarland: Ordnung über die Staatliche Anerkennung von Sozialarbeiterinnen/Sozialarbeitern und Sozialpädagoginnen/Sozialpädagogen sowie von Kindheitspädagoginnen/Kindheitspädagogen
- Sachsen: Gesetz über die staatliche Anerkennung von Absolventen mit Diplom oder Bachelor in den Fachgebieten des Sozialwesens, der Kindheitspädagogik oder der Heilpädagogik im Freistaat Sachsen (Sächsisches Sozialanerkennungsgesetz, SächsSozAnerkG)
- Sachsen-Anhalt: Gesetz über die staatliche Anerkennung zu Berufs- und Studienabschlüssen auf den Gebieten der Sozialarbeit und der Sozialpädagogik sowie verwandten Gebieten im Land Sachsen-Anhalt (Sozialberufeanerkennungsgesetz Sachsen-Anhalt, SozBAnerkG LSA)
- Schleswig-Holstein: Erlass des Ministeriums für Bildung, Wissenschaft und Kultur des Landes Schleswig-Holstein vom 23. November 2021[12]
- Thüringen: Thüringer Gesetz über die staatliche Anerkennung sozialpädagogischer Berufe (Thüringer Sozialberufe-Anerkennungsgesetz, ThürSozAnerkG)

Die staatliche Anerkennung ist eine geschützte Berufsbezeichnung ohne Tätigkeitsvorbehalt. Die Anerkennung ausländischer Berufsqualifikationen unterliegt der Richtlinie 2005/36/EG.